# Blokáda (šachy)
|   | a | b | c | d | e | f | g | h |   |
| 8 | a8 černý věž · b8 černý jezdec · c8 černý střelec · d8 černý dáma · f8 černý věž · g8 černý král · a7 černý pěšec · b7 černý pěšec · f7 černý pěšec · g7 černý střelec · h7 černý pěšec · d6 černý jezdec · g6 černý pěšec · c5 černý pěšec · d5 bílý pěšec · e5 černý pěšec · c4 bílý pěšec · e4 bílý pěšec · c3 bílý jezdec · f3 bílý jezdec · a2 bílý pěšec · b2 bílý pěšec · e2 bílý střelec · f2 bílý pěšec · g2 bílý pěšec · h2 bílý pěšec · a1 bílý věž · c1 bílý střelec · d1 bílý dáma · f1 bílý věž · g1 bílý král | a8 černý věž · b8 černý jezdec · c8 černý střelec · d8 černý dáma · f8 černý věž · g8 černý král · a7 černý pěšec · b7 černý pěšec · f7 černý pěšec · g7 černý střelec · h7 černý pěšec · d6 černý jezdec · g6 černý pěšec · c5 černý pěšec · d5 bílý pěšec · e5 černý pěšec · c4 bílý pěšec · e4 bílý pěšec · c3 bílý jezdec · f3 bílý jezdec · a2 bílý pěšec · b2 bílý pěšec · e2 bílý střelec · f2 bílý pěšec · g2 bílý pěšec · h2 bílý pěšec · a1 bílý věž · c1 bílý střelec · d1 bílý dáma · f1 bílý věž · g1 bílý král | a8 černý věž · b8 černý jezdec · c8 černý střelec · d8 černý dáma · f8 černý věž · g8 černý král · a7 černý pěšec · b7 černý pěšec · f7 černý pěšec · g7 černý střelec · h7 černý pěšec · d6 černý jezdec · g6 černý pěšec · c5 černý pěšec · d5 bílý pěšec · e5 černý pěšec · c4 bílý pěšec · e4 bílý pěšec · c3 bílý jezdec · f3 bílý jezdec · a2 bílý pěšec · b2 bílý pěšec · e2 bílý střelec · f2 bílý pěšec · g2 bílý pěšec · h2 bílý pěšec · a1 bílý věž · c1 bílý střelec · d1 bílý dáma · f1 bílý věž · g1 bílý král | a8 černý věž · b8 černý jezdec · c8 černý střelec · d8 černý dáma · f8 černý věž · g8 černý král · a7 černý pěšec · b7 černý pěšec · f7 černý pěšec · g7 černý střelec · h7 černý pěšec · d6 černý jezdec · g6 černý pěšec · c5 černý pěšec · d5 bílý pěšec · e5 černý pěšec · c4 bílý pěšec · e4 bílý pěšec · c3 bílý jezdec · f3 bílý jezdec · a2 bílý pěšec · b2 bílý pěšec · e2 bílý střelec · f2 bílý pěšec · g2 bílý pěšec · h2 bílý pěšec · a1 bílý věž · c1 bílý střelec · d1 bílý dáma · f1 bílý věž · g1 bílý král | a8 černý věž · b8 černý jezdec · c8 černý střelec · d8 černý dáma · f8 černý věž · g8 černý král · a7 černý pěšec · b7 černý pěšec · f7 černý pěšec · g7 černý střelec · h7 černý pěšec · d6 černý jezdec · g6 černý pěšec · c5 černý pěšec · d5 bílý pěšec · e5 černý pěšec · c4 bílý pěšec · e4 bílý pěšec · c3 bílý jezdec · f3 bílý jezdec · a2 bílý pěšec · b2 bílý pěšec · e2 bílý střelec · f2 bílý pěšec · g2 bílý pěšec · h2 bílý pěšec · a1 bílý věž · c1 bílý střelec · d1 bílý dáma · f1 bílý věž · g1 bílý král | a8 černý věž · b8 černý jezdec · c8 černý střelec · d8 černý dáma · f8 černý věž · g8 černý král · a7 černý pěšec · b7 černý pěšec · f7 černý pěšec · g7 černý střelec · h7 černý pěšec · d6 černý jezdec · g6 černý pěšec · c5 černý pěšec · d5 bílý pěšec · e5 černý pěšec · c4 bílý pěšec · e4 bílý pěšec · c3 bílý jezdec · f3 bílý jezdec · a2 bílý pěšec · b2 bílý pěšec · e2 bílý střelec · f2 bílý pěšec · g2 bílý pěšec · h2 bílý pěšec · a1 bílý věž · c1 bílý střelec · d1 bílý dáma · f1 bílý věž · g1 bílý král | a8 černý věž · b8 černý jezdec · c8 černý střelec · d8 černý dáma · f8 černý věž · g8 černý král · a7 černý pěšec · b7 černý pěšec · f7 černý pěšec · g7 černý střelec · h7 černý pěšec · d6 černý jezdec · g6 černý pěšec · c5 černý pěšec · d5 bílý pěšec · e5 černý pěšec · c4 bílý pěšec · e4 bílý pěšec · c3 bílý jezdec · f3 bílý jezdec · a2 bílý pěšec · b2 bílý pěšec · e2 bílý střelec · f2 bílý pěšec · g2 bílý pěšec · h2 bílý pěšec · a1 bílý věž · c1 bílý střelec · d1 bílý dáma · f1 bílý věž · g1 bílý král | a8 černý věž · b8 černý jezdec · c8 černý střelec · d8 černý dáma · f8 černý věž · g8 černý král · a7 černý pěšec · b7 černý pěšec · f7 černý pěšec · g7 černý střelec · h7 černý pěšec · d6 černý jezdec · g6 černý pěšec · c5 černý pěšec · d5 bílý pěšec · e5 černý pěšec · c4 bílý pěšec · e4 bílý pěšec · c3 bílý jezdec · f3 bílý jezdec · a2 bílý pěšec · b2 bílý pěšec · e2 bílý střelec · f2 bílý pěšec · g2 bílý pěšec · h2 bílý pěšec · a1 bílý věž · c1 bílý střelec · d1 bílý dáma · f1 bílý věž · g1 bílý král | 8 |
| 7 | a8 černý věž · b8 černý jezdec · c8 černý střelec · d8 černý dáma · f8 černý věž · g8 černý král · a7 černý pěšec · b7 černý pěšec · f7 černý pěšec · g7 černý střelec · h7 černý pěšec · d6 černý jezdec · g6 černý pěšec · c5 černý pěšec · d5 bílý pěšec · e5 černý pěšec · c4 bílý pěšec · e4 bílý pěšec · c3 bílý jezdec · f3 bílý jezdec · a2 bílý pěšec · b2 bílý pěšec · e2 bílý střelec · f2 bílý pěšec · g2 bílý pěšec · h2 bílý pěšec · a1 bílý věž · c1 bílý střelec · d1 bílý dáma · f1 bílý věž · g1 bílý král | a8 černý věž · b8 černý jezdec · c8 černý střelec · d8 černý dáma · f8 černý věž · g8 černý král · a7 černý pěšec · b7 černý pěšec · f7 černý pěšec · g7 černý střelec · h7 černý pěšec · d6 černý jezdec · g6 černý pěšec · c5 černý pěšec · d5 bílý pěšec · e5 černý pěšec · c4 bílý pěšec · e4 bílý pěšec · c3 bílý jezdec · f3 bílý jezdec · a2 bílý pěšec · b2 bílý pěšec · e2 bílý střelec · f2 bílý pěšec · g2 bílý pěšec · h2 bílý pěšec · a1 bílý věž · c1 bílý střelec · d1 bílý dáma · f1 bílý věž · g1 bílý král | a8 černý věž · b8 černý jezdec · c8 černý střelec · d8 černý dáma · f8 černý věž · g8 černý král · a7 černý pěšec · b7 černý pěšec · f7 černý pěšec · g7 černý střelec · h7 černý pěšec · d6 černý jezdec · g6 černý pěšec · c5 černý pěšec · d5 bílý pěšec · e5 černý pěšec · c4 bílý pěšec · e4 bílý pěšec · c3 bílý jezdec · f3 bílý jezdec · a2 bílý pěšec · b2 bílý pěšec · e2 bílý střelec · f2 bílý pěšec · g2 bílý pěšec · h2 bílý pěšec · a1 bílý věž · c1 bílý střelec · d1 bílý dáma · f1 bílý věž · g1 bílý král | a8 černý věž · b8 černý jezdec · c8 černý střelec · d8 černý dáma · f8 černý věž · g8 černý král · a7 černý pěšec · b7 černý pěšec · f7 černý pěšec · g7 černý střelec · h7 černý pěšec · d6 černý jezdec · g6 černý pěšec · c5 černý pěšec · d5 bílý pěšec · e5 černý pěšec · c4 bílý pěšec · e4 bílý pěšec · c3 bílý jezdec · f3 bílý jezdec · a2 bílý pěšec · b2 bílý pěšec · e2 bílý střelec · f2 bílý pěšec · g2 bílý pěšec · h2 bílý pěšec · a1 bílý věž · c1 bílý střelec · d1 bílý dáma · f1 bílý věž · g1 bílý král | a8 černý věž · b8 černý jezdec · c8 černý střelec · d8 černý dáma · f8 černý věž · g8 černý král · a7 černý pěšec · b7 černý pěšec · f7 černý pěšec · g7 černý střelec · h7 černý pěšec · d6 černý jezdec · g6 černý pěšec · c5 černý pěšec · d5 bílý pěšec · e5 černý pěšec · c4 bílý pěšec · e4 bílý pěšec · c3 bílý jezdec · f3 bílý jezdec · a2 bílý pěšec · b2 bílý pěšec · e2 bílý střelec · f2 bílý pěšec · g2 bílý pěšec · h2 bílý pěšec · a1 bílý věž · c1 bílý střelec · d1 bílý dáma · f1 bílý věž · g1 bílý král | a8 černý věž · b8 černý jezdec · c8 černý střelec · d8 černý dáma · f8 černý věž · g8 černý král · a7 černý pěšec · b7 černý pěšec · f7 černý pěšec · g7 černý střelec · h7 černý pěšec · d6 černý jezdec · g6 černý pěšec · c5 černý pěšec · d5 bílý pěšec · e5 černý pěšec · c4 bílý pěšec · e4 bílý pěšec · c3 bílý jezdec · f3 bílý jezdec · a2 bílý pěšec · b2 bílý pěšec · e2 bílý střelec · f2 bílý pěšec · g2 bílý pěšec · h2 bílý pěšec · a1 bílý věž · c1 bílý střelec · d1 bílý dáma · f1 bílý věž · g1 bílý král | a8 černý věž · b8 černý jezdec · c8 černý střelec · d8 černý dáma · f8 černý věž · g8 černý král · a7 černý pěšec · b7 černý pěšec · f7 černý pěšec · g7 černý střelec · h7 černý pěšec · d6 černý jezdec · g6 černý pěšec · c5 černý pěšec · d5 bílý pěšec · e5 černý pěšec · c4 bílý pěšec · e4 bílý pěšec · c3 bílý jezdec · f3 bílý jezdec · a2 bílý pěšec · b2 bílý pěšec · e2 bílý střelec · f2 bílý pěšec · g2 bílý pěšec · h2 bílý pěšec · a1 bílý věž · c1 bílý střelec · d1 bílý dáma · f1 bílý věž · g1 bílý král | a8 černý věž · b8 černý jezdec · c8 černý střelec · d8 černý dáma · f8 černý věž · g8 černý král · a7 černý pěšec · b7 černý pěšec · f7 černý pěšec · g7 černý střelec · h7 černý pěšec · d6 černý jezdec · g6 černý pěšec · c5 černý pěšec · d5 bílý pěšec · e5 černý pěšec · c4 bílý pěšec · e4 bílý pěšec · c3 bílý jezdec · f3 bílý jezdec · a2 bílý pěšec · b2 bílý pěšec · e2 bílý střelec · f2 bílý pěšec · g2 bílý pěšec · h2 bílý pěšec · a1 bílý věž · c1 bílý střelec · d1 bílý dáma · f1 bílý věž · g1 bílý král | 7 |
| 6 | a8 černý věž · b8 černý jezdec · c8 černý střelec · d8 černý dáma · f8 černý věž · g8 černý král · a7 černý pěšec · b7 černý pěšec · f7 černý pěšec · g7 černý střelec · h7 černý pěšec · d6 černý jezdec · g6 černý pěšec · c5 černý pěšec · d5 bílý pěšec · e5 černý pěšec · c4 bílý pěšec · e4 bílý pěšec · c3 bílý jezdec · f3 bílý jezdec · a2 bílý pěšec · b2 bílý pěšec · e2 bílý střelec · f2 bílý pěšec · g2 bílý pěšec · h2 bílý pěšec · a1 bílý věž · c1 bílý střelec · d1 bílý dáma · f1 bílý věž · g1 bílý král | a8 černý věž · b8 černý jezdec · c8 černý střelec · d8 černý dáma · f8 černý věž · g8 černý král · a7 černý pěšec · b7 černý pěšec · f7 černý pěšec · g7 černý střelec · h7 černý pěšec · d6 černý jezdec · g6 černý pěšec · c5 černý pěšec · d5 bílý pěšec · e5 černý pěšec · c4 bílý pěšec · e4 bílý pěšec · c3 bílý jezdec · f3 bílý jezdec · a2 bílý pěšec · b2 bílý pěšec · e2 bílý střelec · f2 bílý pěšec · g2 bílý pěšec · h2 bílý pěšec · a1 bílý věž · c1 bílý střelec · d1 bílý dáma · f1 bílý věž · g1 bílý král | a8 černý věž · b8 černý jezdec · c8 černý střelec · d8 černý dáma · f8 černý věž · g8 černý král · a7 černý pěšec · b7 černý pěšec · f7 černý pěšec · g7 černý střelec · h7 černý pěšec · d6 černý jezdec · g6 černý pěšec · c5 černý pěšec · d5 bílý pěšec · e5 černý pěšec · c4 bílý pěšec · e4 bílý pěšec · c3 bílý jezdec · f3 bílý jezdec · a2 bílý pěšec · b2 bílý pěšec · e2 bílý střelec · f2 bílý pěšec · g2 bílý pěšec · h2 bílý pěšec · a1 bílý věž · c1 bílý střelec · d1 bílý dáma · f1 bílý věž · g1 bílý král | a8 černý věž · b8 černý jezdec · c8 černý střelec · d8 černý dáma · f8 černý věž · g8 černý král · a7 černý pěšec · b7 černý pěšec · f7 černý pěšec · g7 černý střelec · h7 černý pěšec · d6 černý jezdec · g6 černý pěšec · c5 černý pěšec · d5 bílý pěšec · e5 černý pěšec · c4 bílý pěšec · e4 bílý pěšec · c3 bílý jezdec · f3 bílý jezdec · a2 bílý pěšec · b2 bílý pěšec · e2 bílý střelec · f2 bílý pěšec · g2 bílý pěšec · h2 bílý pěšec · a1 bílý věž · c1 bílý střelec · d1 bílý dáma · f1 bílý věž · g1 bílý král | a8 černý věž · b8 černý jezdec · c8 černý střelec · d8 černý dáma · f8 černý věž · g8 černý král · a7 černý pěšec · b7 černý pěšec · f7 černý pěšec · g7 černý střelec · h7 černý pěšec · d6 černý jezdec · g6 černý pěšec · c5 černý pěšec · d5 bílý pěšec · e5 černý pěšec · c4 bílý pěšec · e4 bílý pěšec · c3 bílý jezdec · f3 bílý jezdec · a2 bílý pěšec · b2 bílý pěšec · e2 bílý střelec · f2 bílý pěšec · g2 bílý pěšec · h2 bílý pěšec · a1 bílý věž · c1 bílý střelec · d1 bílý dáma · f1 bílý věž · g1 bílý král | a8 černý věž · b8 černý jezdec · c8 černý střelec · d8 černý dáma · f8 černý věž · g8 černý král · a7 černý pěšec · b7 černý pěšec · f7 černý pěšec · g7 černý střelec · h7 černý pěšec · d6 černý jezdec · g6 černý pěšec · c5 černý pěšec · d5 bílý pěšec · e5 černý pěšec · c4 bílý pěšec · e4 bílý pěšec · c3 bílý jezdec · f3 bílý jezdec · a2 bílý pěšec · b2 bílý pěšec · e2 bílý střelec · f2 bílý pěšec · g2 bílý pěšec · h2 bílý pěšec · a1 bílý věž · c1 bílý střelec · d1 bílý dáma · f1 bílý věž · g1 bílý král | a8 černý věž · b8 černý jezdec · c8 černý střelec · d8 černý dáma · f8 černý věž · g8 černý král · a7 černý pěšec · b7 černý pěšec · f7 černý pěšec · g7 černý střelec · h7 černý pěšec · d6 černý jezdec · g6 černý pěšec · c5 černý pěšec · d5 bílý pěšec · e5 černý pěšec · c4 bílý pěšec · e4 bílý pěšec · c3 bílý jezdec · f3 bílý jezdec · a2 bílý pěšec · b2 bílý pěšec · e2 bílý střelec · f2 bílý pěšec · g2 bílý pěšec · h2 bílý pěšec · a1 bílý věž · c1 bílý střelec · d1 bílý dáma · f1 bílý věž · g1 bílý král | a8 černý věž · b8 černý jezdec · c8 černý střelec · d8 černý dáma · f8 černý věž · g8 černý král · a7 černý pěšec · b7 černý pěšec · f7 černý pěšec · g7 černý střelec · h7 černý pěšec · d6 černý jezdec · g6 černý pěšec · c5 černý pěšec · d5 bílý pěšec · e5 černý pěšec · c4 bílý pěšec · e4 bílý pěšec · c3 bílý jezdec · f3 bílý jezdec · a2 bílý pěšec · b2 bílý pěšec · e2 bílý střelec · f2 bílý pěšec · g2 bílý pěšec · h2 bílý pěšec · a1 bílý věž · c1 bílý střelec · d1 bílý dáma · f1 bílý věž · g1 bílý král | 6 |
| 5 | a8 černý věž · b8 černý jezdec · c8 černý střelec · d8 černý dáma · f8 černý věž · g8 černý král · a7 černý pěšec · b7 černý pěšec · f7 černý pěšec · g7 černý střelec · h7 černý pěšec · d6 černý jezdec · g6 černý pěšec · c5 černý pěšec · d5 bílý pěšec · e5 černý pěšec · c4 bílý pěšec · e4 bílý pěšec · c3 bílý jezdec · f3 bílý jezdec · a2 bílý pěšec · b2 bílý pěšec · e2 bílý střelec · f2 bílý pěšec · g2 bílý pěšec · h2 bílý pěšec · a1 bílý věž · c1 bílý střelec · d1 bílý dáma · f1 bílý věž · g1 bílý král | a8 černý věž · b8 černý jezdec · c8 černý střelec · d8 černý dáma · f8 černý věž · g8 černý král · a7 černý pěšec · b7 černý pěšec · f7 černý pěšec · g7 černý střelec · h7 černý pěšec · d6 černý jezdec · g6 černý pěšec · c5 černý pěšec · d5 bílý pěšec · e5 černý pěšec · c4 bílý pěšec · e4 bílý pěšec · c3 bílý jezdec · f3 bílý jezdec · a2 bílý pěšec · b2 bílý pěšec · e2 bílý střelec · f2 bílý pěšec · g2 bílý pěšec · h2 bílý pěšec · a1 bílý věž · c1 bílý střelec · d1 bílý dáma · f1 bílý věž · g1 bílý král | a8 černý věž · b8 černý jezdec · c8 černý střelec · d8 černý dáma · f8 černý věž · g8 černý král · a7 černý pěšec · b7 černý pěšec · f7 černý pěšec · g7 černý střelec · h7 černý pěšec · d6 černý jezdec · g6 černý pěšec · c5 černý pěšec · d5 bílý pěšec · e5 černý pěšec · c4 bílý pěšec · e4 bílý pěšec · c3 bílý jezdec · f3 bílý jezdec · a2 bílý pěšec · b2 bílý pěšec · e2 bílý střelec · f2 bílý pěšec · g2 bílý pěšec · h2 bílý pěšec · a1 bílý věž · c1 bílý střelec · d1 bílý dáma · f1 bílý věž · g1 bílý král | a8 černý věž · b8 černý jezdec · c8 černý střelec · d8 černý dáma · f8 černý věž · g8 černý král · a7 černý pěšec · b7 černý pěšec · f7 černý pěšec · g7 černý střelec · h7 černý pěšec · d6 černý jezdec · g6 černý pěšec · c5 černý pěšec · d5 bílý pěšec · e5 černý pěšec · c4 bílý pěšec · e4 bílý pěšec · c3 bílý jezdec · f3 bílý jezdec · a2 bílý pěšec · b2 bílý pěšec · e2 bílý střelec · f2 bílý pěšec · g2 bílý pěšec · h2 bílý pěšec · a1 bílý věž · c1 bílý střelec · d1 bílý dáma · f1 bílý věž · g1 bílý král | a8 černý věž · b8 černý jezdec · c8 černý střelec · d8 černý dáma · f8 černý věž · g8 černý král · a7 černý pěšec · b7 černý pěšec · f7 černý pěšec · g7 černý střelec · h7 černý pěšec · d6 černý jezdec · g6 černý pěšec · c5 černý pěšec · d5 bílý pěšec · e5 černý pěšec · c4 bílý pěšec · e4 bílý pěšec · c3 bílý jezdec · f3 bílý jezdec · a2 bílý pěšec · b2 bílý pěšec · e2 bílý střelec · f2 bílý pěšec · g2 bílý pěšec · h2 bílý pěšec · a1 bílý věž · c1 bílý střelec · d1 bílý dáma · f1 bílý věž · g1 bílý král | a8 černý věž · b8 černý jezdec · c8 černý střelec · d8 černý dáma · f8 černý věž · g8 černý král · a7 černý pěšec · b7 černý pěšec · f7 černý pěšec · g7 černý střelec · h7 černý pěšec · d6 černý jezdec · g6 černý pěšec · c5 černý pěšec · d5 bílý pěšec · e5 černý pěšec · c4 bílý pěšec · e4 bílý pěšec · c3 bílý jezdec · f3 bílý jezdec · a2 bílý pěšec · b2 bílý pěšec · e2 bílý střelec · f2 bílý pěšec · g2 bílý pěšec · h2 bílý pěšec · a1 bílý věž · c1 bílý střelec · d1 bílý dáma · f1 bílý věž · g1 bílý král | a8 černý věž · b8 černý jezdec · c8 černý střelec · d8 černý dáma · f8 černý věž · g8 černý král · a7 černý pěšec · b7 černý pěšec · f7 černý pěšec · g7 černý střelec · h7 černý pěšec · d6 černý jezdec · g6 černý pěšec · c5 černý pěšec · d5 bílý pěšec · e5 černý pěšec · c4 bílý pěšec · e4 bílý pěšec · c3 bílý jezdec · f3 bílý jezdec · a2 bílý pěšec · b2 bílý pěšec · e2 bílý střelec · f2 bílý pěšec · g2 bílý pěšec · h2 bílý pěšec · a1 bílý věž · c1 bílý střelec · d1 bílý dáma · f1 bílý věž · g1 bílý král | a8 černý věž · b8 černý jezdec · c8 černý střelec · d8 černý dáma · f8 černý věž · g8 černý král · a7 černý pěšec · b7 černý pěšec · f7 černý pěšec · g7 černý střelec · h7 černý pěšec · d6 černý jezdec · g6 černý pěšec · c5 černý pěšec · d5 bílý pěšec · e5 černý pěšec · c4 bílý pěšec · e4 bílý pěšec · c3 bílý jezdec · f3 bílý jezdec · a2 bílý pěšec · b2 bílý pěšec · e2 bílý střelec · f2 bílý pěšec · g2 bílý pěšec · h2 bílý pěšec · a1 bílý věž · c1 bílý střelec · d1 bílý dáma · f1 bílý věž · g1 bílý král | 5 |
| 4 | a8 černý věž · b8 černý jezdec · c8 černý střelec · d8 černý dáma · f8 černý věž · g8 černý král · a7 černý pěšec · b7 černý pěšec · f7 černý pěšec · g7 černý střelec · h7 černý pěšec · d6 černý jezdec · g6 černý pěšec · c5 černý pěšec · d5 bílý pěšec · e5 černý pěšec · c4 bílý pěšec · e4 bílý pěšec · c3 bílý jezdec · f3 bílý jezdec · a2 bílý pěšec · b2 bílý pěšec · e2 bílý střelec · f2 bílý pěšec · g2 bílý pěšec · h2 bílý pěšec · a1 bílý věž · c1 bílý střelec · d1 bílý dáma · f1 bílý věž · g1 bílý král | a8 černý věž · b8 černý jezdec · c8 černý střelec · d8 černý dáma · f8 černý věž · g8 černý král · a7 černý pěšec · b7 černý pěšec · f7 černý pěšec · g7 černý střelec · h7 černý pěšec · d6 černý jezdec · g6 černý pěšec · c5 černý pěšec · d5 bílý pěšec · e5 černý pěšec · c4 bílý pěšec · e4 bílý pěšec · c3 bílý jezdec · f3 bílý jezdec · a2 bílý pěšec · b2 bílý pěšec · e2 bílý střelec · f2 bílý pěšec · g2 bílý pěšec · h2 bílý pěšec · a1 bílý věž · c1 bílý střelec · d1 bílý dáma · f1 bílý věž · g1 bílý král | a8 černý věž · b8 černý jezdec · c8 černý střelec · d8 černý dáma · f8 černý věž · g8 černý král · a7 černý pěšec · b7 černý pěšec · f7 černý pěšec · g7 černý střelec · h7 černý pěšec · d6 černý jezdec · g6 černý pěšec · c5 černý pěšec · d5 bílý pěšec · e5 černý pěšec · c4 bílý pěšec · e4 bílý pěšec · c3 bílý jezdec · f3 bílý jezdec · a2 bílý pěšec · b2 bílý pěšec · e2 bílý střelec · f2 bílý pěšec · g2 bílý pěšec · h2 bílý pěšec · a1 bílý věž · c1 bílý střelec · d1 bílý dáma · f1 bílý věž · g1 bílý král | a8 černý věž · b8 černý jezdec · c8 černý střelec · d8 černý dáma · f8 černý věž · g8 černý král · a7 černý pěšec · b7 černý pěšec · f7 černý pěšec · g7 černý střelec · h7 černý pěšec · d6 černý jezdec · g6 černý pěšec · c5 černý pěšec · d5 bílý pěšec · e5 černý pěšec · c4 bílý pěšec · e4 bílý pěšec · c3 bílý jezdec · f3 bílý jezdec · a2 bílý pěšec · b2 bílý pěšec · e2 bílý střelec · f2 bílý pěšec · g2 bílý pěšec · h2 bílý pěšec · a1 bílý věž · c1 bílý střelec · d1 bílý dáma · f1 bílý věž · g1 bílý král | a8 černý věž · b8 černý jezdec · c8 černý střelec · d8 černý dáma · f8 černý věž · g8 černý král · a7 černý pěšec · b7 černý pěšec · f7 černý pěšec · g7 černý střelec · h7 černý pěšec · d6 černý jezdec · g6 černý pěšec · c5 černý pěšec · d5 bílý pěšec · e5 černý pěšec · c4 bílý pěšec · e4 bílý pěšec · c3 bílý jezdec · f3 bílý jezdec · a2 bílý pěšec · b2 bílý pěšec · e2 bílý střelec · f2 bílý pěšec · g2 bílý pěšec · h2 bílý pěšec · a1 bílý věž · c1 bílý střelec · d1 bílý dáma · f1 bílý věž · g1 bílý král | a8 černý věž · b8 černý jezdec · c8 černý střelec · d8 černý dáma · f8 černý věž · g8 černý král · a7 černý pěšec · b7 černý pěšec · f7 černý pěšec · g7 černý střelec · h7 černý pěšec · d6 černý jezdec · g6 černý pěšec · c5 černý pěšec · d5 bílý pěšec · e5 černý pěšec · c4 bílý pěšec · e4 bílý pěšec · c3 bílý jezdec · f3 bílý jezdec · a2 bílý pěšec · b2 bílý pěšec · e2 bílý střelec · f2 bílý pěšec · g2 bílý pěšec · h2 bílý pěšec · a1 bílý věž · c1 bílý střelec · d1 bílý dáma · f1 bílý věž · g1 bílý král | a8 černý věž · b8 černý jezdec · c8 černý střelec · d8 černý dáma · f8 černý věž · g8 černý král · a7 černý pěšec · b7 černý pěšec · f7 černý pěšec · g7 černý střelec · h7 černý pěšec · d6 černý jezdec · g6 černý pěšec · c5 černý pěšec · d5 bílý pěšec · e5 černý pěšec · c4 bílý pěšec · e4 bílý pěšec · c3 bílý jezdec · f3 bílý jezdec · a2 bílý pěšec · b2 bílý pěšec · e2 bílý střelec · f2 bílý pěšec · g2 bílý pěšec · h2 bílý pěšec · a1 bílý věž · c1 bílý střelec · d1 bílý dáma · f1 bílý věž · g1 bílý král | a8 černý věž · b8 černý jezdec · c8 černý střelec · d8 černý dáma · f8 černý věž · g8 černý král · a7 černý pěšec · b7 černý pěšec · f7 černý pěšec · g7 černý střelec · h7 černý pěšec · d6 černý jezdec · g6 černý pěšec · c5 černý pěšec · d5 bílý pěšec · e5 černý pěšec · c4 bílý pěšec · e4 bílý pěšec · c3 bílý jezdec · f3 bílý jezdec · a2 bílý pěšec · b2 bílý pěšec · e2 bílý střelec · f2 bílý pěšec · g2 bílý pěšec · h2 bílý pěšec · a1 bílý věž · c1 bílý střelec · d1 bílý dáma · f1 bílý věž · g1 bílý král | 4 |
| 3 | a8 černý věž · b8 černý jezdec · c8 černý střelec · d8 černý dáma · f8 černý věž · g8 černý král · a7 černý pěšec · b7 černý pěšec · f7 černý pěšec · g7 černý střelec · h7 černý pěšec · d6 černý jezdec · g6 černý pěšec · c5 černý pěšec · d5 bílý pěšec · e5 černý pěšec · c4 bílý pěšec · e4 bílý pěšec · c3 bílý jezdec · f3 bílý jezdec · a2 bílý pěšec · b2 bílý pěšec · e2 bílý střelec · f2 bílý pěšec · g2 bílý pěšec · h2 bílý pěšec · a1 bílý věž · c1 bílý střelec · d1 bílý dáma · f1 bílý věž · g1 bílý král | a8 černý věž · b8 černý jezdec · c8 černý střelec · d8 černý dáma · f8 černý věž · g8 černý král · a7 černý pěšec · b7 černý pěšec · f7 černý pěšec · g7 černý střelec · h7 černý pěšec · d6 černý jezdec · g6 černý pěšec · c5 černý pěšec · d5 bílý pěšec · e5 černý pěšec · c4 bílý pěšec · e4 bílý pěšec · c3 bílý jezdec · f3 bílý jezdec · a2 bílý pěšec · b2 bílý pěšec · e2 bílý střelec · f2 bílý pěšec · g2 bílý pěšec · h2 bílý pěšec · a1 bílý věž · c1 bílý střelec · d1 bílý dáma · f1 bílý věž · g1 bílý král | a8 černý věž · b8 černý jezdec · c8 černý střelec · d8 černý dáma · f8 černý věž · g8 černý král · a7 černý pěšec · b7 černý pěšec · f7 černý pěšec · g7 černý střelec · h7 černý pěšec · d6 černý jezdec · g6 černý pěšec · c5 černý pěšec · d5 bílý pěšec · e5 černý pěšec · c4 bílý pěšec · e4 bílý pěšec · c3 bílý jezdec · f3 bílý jezdec · a2 bílý pěšec · b2 bílý pěšec · e2 bílý střelec · f2 bílý pěšec · g2 bílý pěšec · h2 bílý pěšec · a1 bílý věž · c1 bílý střelec · d1 bílý dáma · f1 bílý věž · g1 bílý král | a8 černý věž · b8 černý jezdec · c8 černý střelec · d8 černý dáma · f8 černý věž · g8 černý král · a7 černý pěšec · b7 černý pěšec · f7 černý pěšec · g7 černý střelec · h7 černý pěšec · d6 černý jezdec · g6 černý pěšec · c5 černý pěšec · d5 bílý pěšec · e5 černý pěšec · c4 bílý pěšec · e4 bílý pěšec · c3 bílý jezdec · f3 bílý jezdec · a2 bílý pěšec · b2 bílý pěšec · e2 bílý střelec · f2 bílý pěšec · g2 bílý pěšec · h2 bílý pěšec · a1 bílý věž · c1 bílý střelec · d1 bílý dáma · f1 bílý věž · g1 bílý král | a8 černý věž · b8 černý jezdec · c8 černý střelec · d8 černý dáma · f8 černý věž · g8 černý král · a7 černý pěšec · b7 černý pěšec · f7 černý pěšec · g7 černý střelec · h7 černý pěšec · d6 černý jezdec · g6 černý pěšec · c5 černý pěšec · d5 bílý pěšec · e5 černý pěšec · c4 bílý pěšec · e4 bílý pěšec · c3 bílý jezdec · f3 bílý jezdec · a2 bílý pěšec · b2 bílý pěšec · e2 bílý střelec · f2 bílý pěšec · g2 bílý pěšec · h2 bílý pěšec · a1 bílý věž · c1 bílý střelec · d1 bílý dáma · f1 bílý věž · g1 bílý král | a8 černý věž · b8 černý jezdec · c8 černý střelec · d8 černý dáma · f8 černý věž · g8 černý král · a7 černý pěšec · b7 černý pěšec · f7 černý pěšec · g7 černý střelec · h7 černý pěšec · d6 černý jezdec · g6 černý pěšec · c5 černý pěšec · d5 bílý pěšec · e5 černý pěšec · c4 bílý pěšec · e4 bílý pěšec · c3 bílý jezdec · f3 bílý jezdec · a2 bílý pěšec · b2 bílý pěšec · e2 bílý střelec · f2 bílý pěšec · g2 bílý pěšec · h2 bílý pěšec · a1 bílý věž · c1 bílý střelec · d1 bílý dáma · f1 bílý věž · g1 bílý král | a8 černý věž · b8 černý jezdec · c8 černý střelec · d8 černý dáma · f8 černý věž · g8 černý král · a7 černý pěšec · b7 černý pěšec · f7 černý pěšec · g7 černý střelec · h7 černý pěšec · d6 černý jezdec · g6 černý pěšec · c5 černý pěšec · d5 bílý pěšec · e5 černý pěšec · c4 bílý pěšec · e4 bílý pěšec · c3 bílý jezdec · f3 bílý jezdec · a2 bílý pěšec · b2 bílý pěšec · e2 bílý střelec · f2 bílý pěšec · g2 bílý pěšec · h2 bílý pěšec · a1 bílý věž · c1 bílý střelec · d1 bílý dáma · f1 bílý věž · g1 bílý král | a8 černý věž · b8 černý jezdec · c8 černý střelec · d8 černý dáma · f8 černý věž · g8 černý král · a7 černý pěšec · b7 černý pěšec · f7 černý pěšec · g7 černý střelec · h7 černý pěšec · d6 černý jezdec · g6 černý pěšec · c5 černý pěšec · d5 bílý pěšec · e5 černý pěšec · c4 bílý pěšec · e4 bílý pěšec · c3 bílý jezdec · f3 bílý jezdec · a2 bílý pěšec · b2 bílý pěšec · e2 bílý střelec · f2 bílý pěšec · g2 bílý pěšec · h2 bílý pěšec · a1 bílý věž · c1 bílý střelec · d1 bílý dáma · f1 bílý věž · g1 bílý král | 3 |
| 2 | a8 černý věž · b8 černý jezdec · c8 černý střelec · d8 černý dáma · f8 černý věž · g8 černý král · a7 černý pěšec · b7 černý pěšec · f7 černý pěšec · g7 černý střelec · h7 černý pěšec · d6 černý jezdec · g6 černý pěšec · c5 černý pěšec · d5 bílý pěšec · e5 černý pěšec · c4 bílý pěšec · e4 bílý pěšec · c3 bílý jezdec · f3 bílý jezdec · a2 bílý pěšec · b2 bílý pěšec · e2 bílý střelec · f2 bílý pěšec · g2 bílý pěšec · h2 bílý pěšec · a1 bílý věž · c1 bílý střelec · d1 bílý dáma · f1 bílý věž · g1 bílý král | a8 černý věž · b8 černý jezdec · c8 černý střelec · d8 černý dáma · f8 černý věž · g8 černý král · a7 černý pěšec · b7 černý pěšec · f7 černý pěšec · g7 černý střelec · h7 černý pěšec · d6 černý jezdec · g6 černý pěšec · c5 černý pěšec · d5 bílý pěšec · e5 černý pěšec · c4 bílý pěšec · e4 bílý pěšec · c3 bílý jezdec · f3 bílý jezdec · a2 bílý pěšec · b2 bílý pěšec · e2 bílý střelec · f2 bílý pěšec · g2 bílý pěšec · h2 bílý pěšec · a1 bílý věž · c1 bílý střelec · d1 bílý dáma · f1 bílý věž · g1 bílý král | a8 černý věž · b8 černý jezdec · c8 černý střelec · d8 černý dáma · f8 černý věž · g8 černý král · a7 černý pěšec · b7 černý pěšec · f7 černý pěšec · g7 černý střelec · h7 černý pěšec · d6 černý jezdec · g6 černý pěšec · c5 černý pěšec · d5 bílý pěšec · e5 černý pěšec · c4 bílý pěšec · e4 bílý pěšec · c3 bílý jezdec · f3 bílý jezdec · a2 bílý pěšec · b2 bílý pěšec · e2 bílý střelec · f2 bílý pěšec · g2 bílý pěšec · h2 bílý pěšec · a1 bílý věž · c1 bílý střelec · d1 bílý dáma · f1 bílý věž · g1 bílý král | a8 černý věž · b8 černý jezdec · c8 černý střelec · d8 černý dáma · f8 černý věž · g8 černý král · a7 černý pěšec · b7 černý pěšec · f7 černý pěšec · g7 černý střelec · h7 černý pěšec · d6 černý jezdec · g6 černý pěšec · c5 černý pěšec · d5 bílý pěšec · e5 černý pěšec · c4 bílý pěšec · e4 bílý pěšec · c3 bílý jezdec · f3 bílý jezdec · a2 bílý pěšec · b2 bílý pěšec · e2 bílý střelec · f2 bílý pěšec · g2 bílý pěšec · h2 bílý pěšec · a1 bílý věž · c1 bílý střelec · d1 bílý dáma · f1 bílý věž · g1 bílý král | a8 černý věž · b8 černý jezdec · c8 černý střelec · d8 černý dáma · f8 černý věž · g8 černý král · a7 černý pěšec · b7 černý pěšec · f7 černý pěšec · g7 černý střelec · h7 černý pěšec · d6 černý jezdec · g6 černý pěšec · c5 černý pěšec · d5 bílý pěšec · e5 černý pěšec · c4 bílý pěšec · e4 bílý pěšec · c3 bílý jezdec · f3 bílý jezdec · a2 bílý pěšec · b2 bílý pěšec · e2 bílý střelec · f2 bílý pěšec · g2 bílý pěšec · h2 bílý pěšec · a1 bílý věž · c1 bílý střelec · d1 bílý dáma · f1 bílý věž · g1 bílý král | a8 černý věž · b8 černý jezdec · c8 černý střelec · d8 černý dáma · f8 černý věž · g8 černý král · a7 černý pěšec · b7 černý pěšec · f7 černý pěšec · g7 černý střelec · h7 černý pěšec · d6 černý jezdec · g6 černý pěšec · c5 černý pěšec · d5 bílý pěšec · e5 černý pěšec · c4 bílý pěšec · e4 bílý pěšec · c3 bílý jezdec · f3 bílý jezdec · a2 bílý pěšec · b2 bílý pěšec · e2 bílý střelec · f2 bílý pěšec · g2 bílý pěšec · h2 bílý pěšec · a1 bílý věž · c1 bílý střelec · d1 bílý dáma · f1 bílý věž · g1 bílý král | a8 černý věž · b8 černý jezdec · c8 černý střelec · d8 černý dáma · f8 černý věž · g8 černý král · a7 černý pěšec · b7 černý pěšec · f7 černý pěšec · g7 černý střelec · h7 černý pěšec · d6 černý jezdec · g6 černý pěšec · c5 černý pěšec · d5 bílý pěšec · e5 černý pěšec · c4 bílý pěšec · e4 bílý pěšec · c3 bílý jezdec · f3 bílý jezdec · a2 bílý pěšec · b2 bílý pěšec · e2 bílý střelec · f2 bílý pěšec · g2 bílý pěšec · h2 bílý pěšec · a1 bílý věž · c1 bílý střelec · d1 bílý dáma · f1 bílý věž · g1 bílý král | a8 černý věž · b8 černý jezdec · c8 černý střelec · d8 černý dáma · f8 černý věž · g8 černý král · a7 černý pěšec · b7 černý pěšec · f7 černý pěšec · g7 černý střelec · h7 černý pěšec · d6 černý jezdec · g6 černý pěšec · c5 černý pěšec · d5 bílý pěšec · e5 černý pěšec · c4 bílý pěšec · e4 bílý pěšec · c3 bílý jezdec · f3 bílý jezdec · a2 bílý pěšec · b2 bílý pěšec · e2 bílý střelec · f2 bílý pěšec · g2 bílý pěšec · h2 bílý pěšec · a1 bílý věž · c1 bílý střelec · d1 bílý dáma · f1 bílý věž · g1 bílý král | 2 |
| 1 | a8 černý věž · b8 černý jezdec · c8 černý střelec · d8 černý dáma · f8 černý věž · g8 černý král · a7 černý pěšec · b7 černý pěšec · f7 černý pěšec · g7 černý střelec · h7 černý pěšec · d6 černý jezdec · g6 černý pěšec · c5 černý pěšec · d5 bílý pěšec · e5 černý pěšec · c4 bílý pěšec · e4 bílý pěšec · c3 bílý jezdec · f3 bílý jezdec · a2 bílý pěšec · b2 bílý pěšec · e2 bílý střelec · f2 bílý pěšec · g2 bílý pěšec · h2 bílý pěšec · a1 bílý věž · c1 bílý střelec · d1 bílý dáma · f1 bílý věž · g1 bílý král | a8 černý věž · b8 černý jezdec · c8 černý střelec · d8 černý dáma · f8 černý věž · g8 černý král · a7 černý pěšec · b7 černý pěšec · f7 černý pěšec · g7 černý střelec · h7 černý pěšec · d6 černý jezdec · g6 černý pěšec · c5 černý pěšec · d5 bílý pěšec · e5 černý pěšec · c4 bílý pěšec · e4 bílý pěšec · c3 bílý jezdec · f3 bílý jezdec · a2 bílý pěšec · b2 bílý pěšec · e2 bílý střelec · f2 bílý pěšec · g2 bílý pěšec · h2 bílý pěšec · a1 bílý věž · c1 bílý střelec · d1 bílý dáma · f1 bílý věž · g1 bílý král | a8 černý věž · b8 černý jezdec · c8 černý střelec · d8 černý dáma · f8 černý věž · g8 černý král · a7 černý pěšec · b7 černý pěšec · f7 černý pěšec · g7 černý střelec · h7 černý pěšec · d6 černý jezdec · g6 černý pěšec · c5 černý pěšec · d5 bílý pěšec · e5 černý pěšec · c4 bílý pěšec · e4 bílý pěšec · c3 bílý jezdec · f3 bílý jezdec · a2 bílý pěšec · b2 bílý pěšec · e2 bílý střelec · f2 bílý pěšec · g2 bílý pěšec · h2 bílý pěšec · a1 bílý věž · c1 bílý střelec · d1 bílý dáma · f1 bílý věž · g1 bílý král | a8 černý věž · b8 černý jezdec · c8 černý střelec · d8 černý dáma · f8 černý věž · g8 černý král · a7 černý pěšec · b7 černý pěšec · f7 černý pěšec · g7 černý střelec · h7 černý pěšec · d6 černý jezdec · g6 černý pěšec · c5 černý pěšec · d5 bílý pěšec · e5 černý pěšec · c4 bílý pěšec · e4 bílý pěšec · c3 bílý jezdec · f3 bílý jezdec · a2 bílý pěšec · b2 bílý pěšec · e2 bílý střelec · f2 bílý pěšec · g2 bílý pěšec · h2 bílý pěšec · a1 bílý věž · c1 bílý střelec · d1 bílý dáma · f1 bílý věž · g1 bílý král | a8 černý věž · b8 černý jezdec · c8 černý střelec · d8 černý dáma · f8 černý věž · g8 černý král · a7 černý pěšec · b7 černý pěšec · f7 černý pěšec · g7 černý střelec · h7 černý pěšec · d6 černý jezdec · g6 černý pěšec · c5 černý pěšec · d5 bílý pěšec · e5 černý pěšec · c4 bílý pěšec · e4 bílý pěšec · c3 bílý jezdec · f3 bílý jezdec · a2 bílý pěšec · b2 bílý pěšec · e2 bílý střelec · f2 bílý pěšec · g2 bílý pěšec · h2 bílý pěšec · a1 bílý věž · c1 bílý střelec · d1 bílý dáma · f1 bílý věž · g1 bílý král | a8 černý věž · b8 černý jezdec · c8 černý střelec · d8 černý dáma · f8 černý věž · g8 černý král · a7 černý pěšec · b7 černý pěšec · f7 černý pěšec · g7 černý střelec · h7 černý pěšec · d6 černý jezdec · g6 černý pěšec · c5 černý pěšec · d5 bílý pěšec · e5 černý pěšec · c4 bílý pěšec · e4 bílý pěšec · c3 bílý jezdec · f3 bílý jezdec · a2 bílý pěšec · b2 bílý pěšec · e2 bílý střelec · f2 bílý pěšec · g2 bílý pěšec · h2 bílý pěšec · a1 bílý věž · c1 bílý střelec · d1 bílý dáma · f1 bílý věž · g1 bílý král | a8 černý věž · b8 černý jezdec · c8 černý střelec · d8 černý dáma · f8 černý věž · g8 černý král · a7 černý pěšec · b7 černý pěšec · f7 černý pěšec · g7 černý střelec · h7 černý pěšec · d6 černý jezdec · g6 černý pěšec · c5 černý pěšec · d5 bílý pěšec · e5 černý pěšec · c4 bílý pěšec · e4 bílý pěšec · c3 bílý jezdec · f3 bílý jezdec · a2 bílý pěšec · b2 bílý pěšec · e2 bílý střelec · f2 bílý pěšec · g2 bílý pěšec · h2 bílý pěšec · a1 bílý věž · c1 bílý střelec · d1 bílý dáma · f1 bílý věž · g1 bílý král | a8 černý věž · b8 černý jezdec · c8 černý střelec · d8 černý dáma · f8 černý věž · g8 černý král · a7 černý pěšec · b7 černý pěšec · f7 černý pěšec · g7 černý střelec · h7 černý pěšec · d6 černý jezdec · g6 černý pěšec · c5 černý pěšec · d5 bílý pěšec · e5 černý pěšec · c4 bílý pěšec · e4 bílý pěšec · c3 bílý jezdec · f3 bílý jezdec · a2 bílý pěšec · b2 bílý pěšec · e2 bílý střelec · f2 bílý pěšec · g2 bílý pěšec · h2 bílý pěšec · a1 bílý věž · c1 bílý střelec · d1 bílý dáma · f1 bílý věž · g1 bílý král | 1 |
|   | a | b | c | d | e | f | g | h |   |

Pojem blokáda se v šachu vyskytuje ve dvou oblastech, strategii a taktice. V obou případech blokáda znamená omezení pohyblivosti nepřátelských kamenů.

## Strategie
V šachové strategii blokáda znamená dlouhodobé omezení pohyblivosti zejména soupeřových pěšců. Obecně je třeba zejména blokovat volné pěšce, kteří by jinak mohli postupovat kupředu, a tím získávat na síle. Například na diagramu z partie Ježek–Uhlmann je vidět, že krytý volný pěšec bílého na d5 by byl velmi silný, kdyby nebyl blokován černým jezdcem, který navíc na poli d6 je dobře kryt před bílými figurami a napadá bílé pěšce c4 a e4. Výborná pozice černého jezdce tak vyvažuje výhodu bílého krytého volného pěšce.

## Taktika
V taktickém smyslu blokáda určitého pole znamená, že pomocí oběti svého materiálu hráč donutí některou figuru soupeře, aby vstoupila na pole pro ni krajně nevýhodné a většinou toto pole blokuje pro únik krále. Příklad blokády demonstruje následující úloha pocházející z perského šatrandže.
|   | a | b | c | d | e | f | g | h |   |
| 8 | f8 bílý král · h7 černý věž · e6 černý král · g6 černý věž · h6 černý jezdec · e5 černý pěšec · e4 bílý pěšec · f3 bílý jezdec · d2 bílý věž · f1 bílý věž | f8 bílý král · h7 černý věž · e6 černý král · g6 černý věž · h6 černý jezdec · e5 černý pěšec · e4 bílý pěšec · f3 bílý jezdec · d2 bílý věž · f1 bílý věž | f8 bílý král · h7 černý věž · e6 černý král · g6 černý věž · h6 černý jezdec · e5 černý pěšec · e4 bílý pěšec · f3 bílý jezdec · d2 bílý věž · f1 bílý věž | f8 bílý král · h7 černý věž · e6 černý král · g6 černý věž · h6 černý jezdec · e5 černý pěšec · e4 bílý pěšec · f3 bílý jezdec · d2 bílý věž · f1 bílý věž | f8 bílý král · h7 černý věž · e6 černý král · g6 černý věž · h6 černý jezdec · e5 černý pěšec · e4 bílý pěšec · f3 bílý jezdec · d2 bílý věž · f1 bílý věž | f8 bílý král · h7 černý věž · e6 černý král · g6 černý věž · h6 černý jezdec · e5 černý pěšec · e4 bílý pěšec · f3 bílý jezdec · d2 bílý věž · f1 bílý věž | f8 bílý král · h7 černý věž · e6 černý král · g6 černý věž · h6 černý jezdec · e5 černý pěšec · e4 bílý pěšec · f3 bílý jezdec · d2 bílý věž · f1 bílý věž | f8 bílý král · h7 černý věž · e6 černý král · g6 černý věž · h6 černý jezdec · e5 černý pěšec · e4 bílý pěšec · f3 bílý jezdec · d2 bílý věž · f1 bílý věž | 8 |
| 7 | f8 bílý král · h7 černý věž · e6 černý král · g6 černý věž · h6 černý jezdec · e5 černý pěšec · e4 bílý pěšec · f3 bílý jezdec · d2 bílý věž · f1 bílý věž | f8 bílý král · h7 černý věž · e6 černý král · g6 černý věž · h6 černý jezdec · e5 černý pěšec · e4 bílý pěšec · f3 bílý jezdec · d2 bílý věž · f1 bílý věž | f8 bílý král · h7 černý věž · e6 černý král · g6 černý věž · h6 černý jezdec · e5 černý pěšec · e4 bílý pěšec · f3 bílý jezdec · d2 bílý věž · f1 bílý věž | f8 bílý král · h7 černý věž · e6 černý král · g6 černý věž · h6 černý jezdec · e5 černý pěšec · e4 bílý pěšec · f3 bílý jezdec · d2 bílý věž · f1 bílý věž | f8 bílý král · h7 černý věž · e6 černý král · g6 černý věž · h6 černý jezdec · e5 černý pěšec · e4 bílý pěšec · f3 bílý jezdec · d2 bílý věž · f1 bílý věž | f8 bílý král · h7 černý věž · e6 černý král · g6 černý věž · h6 černý jezdec · e5 černý pěšec · e4 bílý pěšec · f3 bílý jezdec · d2 bílý věž · f1 bílý věž | f8 bílý král · h7 černý věž · e6 černý král · g6 černý věž · h6 černý jezdec · e5 černý pěšec · e4 bílý pěšec · f3 bílý jezdec · d2 bílý věž · f1 bílý věž | f8 bílý král · h7 černý věž · e6 černý král · g6 černý věž · h6 černý jezdec · e5 černý pěšec · e4 bílý pěšec · f3 bílý jezdec · d2 bílý věž · f1 bílý věž | 7 |
| 6 | f8 bílý král · h7 černý věž · e6 černý král · g6 černý věž · h6 černý jezdec · e5 černý pěšec · e4 bílý pěšec · f3 bílý jezdec · d2 bílý věž · f1 bílý věž | f8 bílý král · h7 černý věž · e6 černý král · g6 černý věž · h6 černý jezdec · e5 černý pěšec · e4 bílý pěšec · f3 bílý jezdec · d2 bílý věž · f1 bílý věž | f8 bílý král · h7 černý věž · e6 černý král · g6 černý věž · h6 černý jezdec · e5 černý pěšec · e4 bílý pěšec · f3 bílý jezdec · d2 bílý věž · f1 bílý věž | f8 bílý král · h7 černý věž · e6 černý král · g6 černý věž · h6 černý jezdec · e5 černý pěšec · e4 bílý pěšec · f3 bílý jezdec · d2 bílý věž · f1 bílý věž | f8 bílý král · h7 černý věž · e6 černý král · g6 černý věž · h6 černý jezdec · e5 černý pěšec · e4 bílý pěšec · f3 bílý jezdec · d2 bílý věž · f1 bílý věž | f8 bílý král · h7 černý věž · e6 černý král · g6 černý věž · h6 černý jezdec · e5 černý pěšec · e4 bílý pěšec · f3 bílý jezdec · d2 bílý věž · f1 bílý věž | f8 bílý král · h7 černý věž · e6 černý král · g6 černý věž · h6 černý jezdec · e5 černý pěšec · e4 bílý pěšec · f3 bílý jezdec · d2 bílý věž · f1 bílý věž | f8 bílý král · h7 černý věž · e6 černý král · g6 černý věž · h6 černý jezdec · e5 černý pěšec · e4 bílý pěšec · f3 bílý jezdec · d2 bílý věž · f1 bílý věž | 6 |
| 5 | f8 bílý král · h7 černý věž · e6 černý král · g6 černý věž · h6 černý jezdec · e5 černý pěšec · e4 bílý pěšec · f3 bílý jezdec · d2 bílý věž · f1 bílý věž | f8 bílý král · h7 černý věž · e6 černý král · g6 černý věž · h6 černý jezdec · e5 černý pěšec · e4 bílý pěšec · f3 bílý jezdec · d2 bílý věž · f1 bílý věž | f8 bílý král · h7 černý věž · e6 černý král · g6 černý věž · h6 černý jezdec · e5 černý pěšec · e4 bílý pěšec · f3 bílý jezdec · d2 bílý věž · f1 bílý věž | f8 bílý král · h7 černý věž · e6 černý král · g6 černý věž · h6 černý jezdec · e5 černý pěšec · e4 bílý pěšec · f3 bílý jezdec · d2 bílý věž · f1 bílý věž | f8 bílý král · h7 černý věž · e6 černý král · g6 černý věž · h6 černý jezdec · e5 černý pěšec · e4 bílý pěšec · f3 bílý jezdec · d2 bílý věž · f1 bílý věž | f8 bílý král · h7 černý věž · e6 černý král · g6 černý věž · h6 černý jezdec · e5 černý pěšec · e4 bílý pěšec · f3 bílý jezdec · d2 bílý věž · f1 bílý věž | f8 bílý král · h7 černý věž · e6 černý král · g6 černý věž · h6 černý jezdec · e5 černý pěšec · e4 bílý pěšec · f3 bílý jezdec · d2 bílý věž · f1 bílý věž | f8 bílý král · h7 černý věž · e6 černý král · g6 černý věž · h6 černý jezdec · e5 černý pěšec · e4 bílý pěšec · f3 bílý jezdec · d2 bílý věž · f1 bílý věž | 5 |
| 4 | f8 bílý král · h7 černý věž · e6 černý král · g6 černý věž · h6 černý jezdec · e5 černý pěšec · e4 bílý pěšec · f3 bílý jezdec · d2 bílý věž · f1 bílý věž | f8 bílý král · h7 černý věž · e6 černý král · g6 černý věž · h6 černý jezdec · e5 černý pěšec · e4 bílý pěšec · f3 bílý jezdec · d2 bílý věž · f1 bílý věž | f8 bílý král · h7 černý věž · e6 černý král · g6 černý věž · h6 černý jezdec · e5 černý pěšec · e4 bílý pěšec · f3 bílý jezdec · d2 bílý věž · f1 bílý věž | f8 bílý král · h7 černý věž · e6 černý král · g6 černý věž · h6 černý jezdec · e5 černý pěšec · e4 bílý pěšec · f3 bílý jezdec · d2 bílý věž · f1 bílý věž | f8 bílý král · h7 černý věž · e6 černý král · g6 černý věž · h6 černý jezdec · e5 černý pěšec · e4 bílý pěšec · f3 bílý jezdec · d2 bílý věž · f1 bílý věž | f8 bílý král · h7 černý věž · e6 černý král · g6 černý věž · h6 černý jezdec · e5 černý pěšec · e4 bílý pěšec · f3 bílý jezdec · d2 bílý věž · f1 bílý věž | f8 bílý král · h7 černý věž · e6 černý král · g6 černý věž · h6 černý jezdec · e5 černý pěšec · e4 bílý pěšec · f3 bílý jezdec · d2 bílý věž · f1 bílý věž | f8 bílý král · h7 černý věž · e6 černý král · g6 černý věž · h6 černý jezdec · e5 černý pěšec · e4 bílý pěšec · f3 bílý jezdec · d2 bílý věž · f1 bílý věž | 4 |
| 3 | f8 bílý král · h7 černý věž · e6 černý král · g6 černý věž · h6 černý jezdec · e5 černý pěšec · e4 bílý pěšec · f3 bílý jezdec · d2 bílý věž · f1 bílý věž | f8 bílý král · h7 černý věž · e6 černý král · g6 černý věž · h6 černý jezdec · e5 černý pěšec · e4 bílý pěšec · f3 bílý jezdec · d2 bílý věž · f1 bílý věž | f8 bílý král · h7 černý věž · e6 černý král · g6 černý věž · h6 černý jezdec · e5 černý pěšec · e4 bílý pěšec · f3 bílý jezdec · d2 bílý věž · f1 bílý věž | f8 bílý král · h7 černý věž · e6 černý král · g6 černý věž · h6 černý jezdec · e5 černý pěšec · e4 bílý pěšec · f3 bílý jezdec · d2 bílý věž · f1 bílý věž | f8 bílý král · h7 černý věž · e6 černý král · g6 černý věž · h6 černý jezdec · e5 černý pěšec · e4 bílý pěšec · f3 bílý jezdec · d2 bílý věž · f1 bílý věž | f8 bílý král · h7 černý věž · e6 černý král · g6 černý věž · h6 černý jezdec · e5 černý pěšec · e4 bílý pěšec · f3 bílý jezdec · d2 bílý věž · f1 bílý věž | f8 bílý král · h7 černý věž · e6 černý král · g6 černý věž · h6 černý jezdec · e5 černý pěšec · e4 bílý pěšec · f3 bílý jezdec · d2 bílý věž · f1 bílý věž | f8 bílý král · h7 černý věž · e6 černý král · g6 černý věž · h6 černý jezdec · e5 černý pěšec · e4 bílý pěšec · f3 bílý jezdec · d2 bílý věž · f1 bílý věž | 3 |
| 2 | f8 bílý král · h7 černý věž · e6 černý král · g6 černý věž · h6 černý jezdec · e5 černý pěšec · e4 bílý pěšec · f3 bílý jezdec · d2 bílý věž · f1 bílý věž | f8 bílý král · h7 černý věž · e6 černý král · g6 černý věž · h6 černý jezdec · e5 černý pěšec · e4 bílý pěšec · f3 bílý jezdec · d2 bílý věž · f1 bílý věž | f8 bílý král · h7 černý věž · e6 černý král · g6 černý věž · h6 černý jezdec · e5 černý pěšec · e4 bílý pěšec · f3 bílý jezdec · d2 bílý věž · f1 bílý věž | f8 bílý král · h7 černý věž · e6 černý král · g6 černý věž · h6 černý jezdec · e5 černý pěšec · e4 bílý pěšec · f3 bílý jezdec · d2 bílý věž · f1 bílý věž | f8 bílý král · h7 černý věž · e6 černý král · g6 černý věž · h6 černý jezdec · e5 černý pěšec · e4 bílý pěšec · f3 bílý jezdec · d2 bílý věž · f1 bílý věž | f8 bílý král · h7 černý věž · e6 černý král · g6 černý věž · h6 černý jezdec · e5 černý pěšec · e4 bílý pěšec · f3 bílý jezdec · d2 bílý věž · f1 bílý věž | f8 bílý král · h7 černý věž · e6 černý král · g6 černý věž · h6 černý jezdec · e5 černý pěšec · e4 bílý pěšec · f3 bílý jezdec · d2 bílý věž · f1 bílý věž | f8 bílý král · h7 černý věž · e6 černý král · g6 černý věž · h6 černý jezdec · e5 černý pěšec · e4 bílý pěšec · f3 bílý jezdec · d2 bílý věž · f1 bílý věž | 2 |
| 1 | f8 bílý král · h7 černý věž · e6 černý král · g6 černý věž · h6 černý jezdec · e5 černý pěšec · e4 bílý pěšec · f3 bílý jezdec · d2 bílý věž · f1 bílý věž | f8 bílý král · h7 černý věž · e6 černý král · g6 černý věž · h6 černý jezdec · e5 černý pěšec · e4 bílý pěšec · f3 bílý jezdec · d2 bílý věž · f1 bílý věž | f8 bílý král · h7 černý věž · e6 černý král · g6 černý věž · h6 černý jezdec · e5 černý pěšec · e4 bílý pěšec · f3 bílý jezdec · d2 bílý věž · f1 bílý věž | f8 bílý král · h7 černý věž · e6 černý král · g6 černý věž · h6 černý jezdec · e5 černý pěšec · e4 bílý pěšec · f3 bílý jezdec · d2 bílý věž · f1 bílý věž | f8 bílý král · h7 černý věž · e6 černý král · g6 černý věž · h6 černý jezdec · e5 černý pěšec · e4 bílý pěšec · f3 bílý jezdec · d2 bílý věž · f1 bílý věž | f8 bílý král · h7 černý věž · e6 černý král · g6 černý věž · h6 černý jezdec · e5 černý pěšec · e4 bílý pěšec · f3 bílý jezdec · d2 bílý věž · f1 bílý věž | f8 bílý král · h7 černý věž · e6 černý král · g6 černý věž · h6 černý jezdec · e5 černý pěšec · e4 bílý pěšec · f3 bílý jezdec · d2 bílý věž · f1 bílý věž | f8 bílý král · h7 černý věž · e6 černý král · g6 černý věž · h6 černý jezdec · e5 černý pěšec · e4 bílý pěšec · f3 bílý jezdec · d2 bílý věž · f1 bílý věž | 1 |
|   | a | b | c | d | e | f | g | h |   |

Partie vypadá pro bílého ztracena, ten má však šokující záchranu:

1. Jg5+!! Vxg5 (blokuje pole g5 pro únik krále)

2. Vf6+!! Kxf6

3. Vd6#

Dvě oběti vyhrávají partii, za povšimnutí však stojí oběť jezdce, díky které věž černého musí vstoupit na pole g5 a blokuje ho tak pro únik krále.

### Dušený mat
I známý kombinační obrat dušený mat využívá principu blokády.
|   | a | b | c | d | e | f | g | h |   |
| 8 | d8 černý věž · h8 černý král · f7 černý pěšec · g7 černý pěšec · h7 černý pěšec · g5 bílý jezdec · c4 bílý dáma · f2 bílý pěšec · g2 bílý pěšec · h2 bílý pěšec · g1 bílý král | d8 černý věž · h8 černý král · f7 černý pěšec · g7 černý pěšec · h7 černý pěšec · g5 bílý jezdec · c4 bílý dáma · f2 bílý pěšec · g2 bílý pěšec · h2 bílý pěšec · g1 bílý král | d8 černý věž · h8 černý král · f7 černý pěšec · g7 černý pěšec · h7 černý pěšec · g5 bílý jezdec · c4 bílý dáma · f2 bílý pěšec · g2 bílý pěšec · h2 bílý pěšec · g1 bílý král | d8 černý věž · h8 černý král · f7 černý pěšec · g7 černý pěšec · h7 černý pěšec · g5 bílý jezdec · c4 bílý dáma · f2 bílý pěšec · g2 bílý pěšec · h2 bílý pěšec · g1 bílý král | d8 černý věž · h8 černý král · f7 černý pěšec · g7 černý pěšec · h7 černý pěšec · g5 bílý jezdec · c4 bílý dáma · f2 bílý pěšec · g2 bílý pěšec · h2 bílý pěšec · g1 bílý král | d8 černý věž · h8 černý král · f7 černý pěšec · g7 černý pěšec · h7 černý pěšec · g5 bílý jezdec · c4 bílý dáma · f2 bílý pěšec · g2 bílý pěšec · h2 bílý pěšec · g1 bílý král | d8 černý věž · h8 černý král · f7 černý pěšec · g7 černý pěšec · h7 černý pěšec · g5 bílý jezdec · c4 bílý dáma · f2 bílý pěšec · g2 bílý pěšec · h2 bílý pěšec · g1 bílý král | d8 černý věž · h8 černý král · f7 černý pěšec · g7 černý pěšec · h7 černý pěšec · g5 bílý jezdec · c4 bílý dáma · f2 bílý pěšec · g2 bílý pěšec · h2 bílý pěšec · g1 bílý král | 8 |
| 7 | d8 černý věž · h8 černý král · f7 černý pěšec · g7 černý pěšec · h7 černý pěšec · g5 bílý jezdec · c4 bílý dáma · f2 bílý pěšec · g2 bílý pěšec · h2 bílý pěšec · g1 bílý král | d8 černý věž · h8 černý král · f7 černý pěšec · g7 černý pěšec · h7 černý pěšec · g5 bílý jezdec · c4 bílý dáma · f2 bílý pěšec · g2 bílý pěšec · h2 bílý pěšec · g1 bílý král | d8 černý věž · h8 černý král · f7 černý pěšec · g7 černý pěšec · h7 černý pěšec · g5 bílý jezdec · c4 bílý dáma · f2 bílý pěšec · g2 bílý pěšec · h2 bílý pěšec · g1 bílý král | d8 černý věž · h8 černý král · f7 černý pěšec · g7 černý pěšec · h7 černý pěšec · g5 bílý jezdec · c4 bílý dáma · f2 bílý pěšec · g2 bílý pěšec · h2 bílý pěšec · g1 bílý král | d8 černý věž · h8 černý král · f7 černý pěšec · g7 černý pěšec · h7 černý pěšec · g5 bílý jezdec · c4 bílý dáma · f2 bílý pěšec · g2 bílý pěšec · h2 bílý pěšec · g1 bílý král | d8 černý věž · h8 černý král · f7 černý pěšec · g7 černý pěšec · h7 černý pěšec · g5 bílý jezdec · c4 bílý dáma · f2 bílý pěšec · g2 bílý pěšec · h2 bílý pěšec · g1 bílý král | d8 černý věž · h8 černý král · f7 černý pěšec · g7 černý pěšec · h7 černý pěšec · g5 bílý jezdec · c4 bílý dáma · f2 bílý pěšec · g2 bílý pěšec · h2 bílý pěšec · g1 bílý král | d8 černý věž · h8 černý král · f7 černý pěšec · g7 černý pěšec · h7 černý pěšec · g5 bílý jezdec · c4 bílý dáma · f2 bílý pěšec · g2 bílý pěšec · h2 bílý pěšec · g1 bílý král | 7 |
| 6 | d8 černý věž · h8 černý král · f7 černý pěšec · g7 černý pěšec · h7 černý pěšec · g5 bílý jezdec · c4 bílý dáma · f2 bílý pěšec · g2 bílý pěšec · h2 bílý pěšec · g1 bílý král | d8 černý věž · h8 černý král · f7 černý pěšec · g7 černý pěšec · h7 černý pěšec · g5 bílý jezdec · c4 bílý dáma · f2 bílý pěšec · g2 bílý pěšec · h2 bílý pěšec · g1 bílý král | d8 černý věž · h8 černý král · f7 černý pěšec · g7 černý pěšec · h7 černý pěšec · g5 bílý jezdec · c4 bílý dáma · f2 bílý pěšec · g2 bílý pěšec · h2 bílý pěšec · g1 bílý král | d8 černý věž · h8 černý král · f7 černý pěšec · g7 černý pěšec · h7 černý pěšec · g5 bílý jezdec · c4 bílý dáma · f2 bílý pěšec · g2 bílý pěšec · h2 bílý pěšec · g1 bílý král | d8 černý věž · h8 černý král · f7 černý pěšec · g7 černý pěšec · h7 černý pěšec · g5 bílý jezdec · c4 bílý dáma · f2 bílý pěšec · g2 bílý pěšec · h2 bílý pěšec · g1 bílý král | d8 černý věž · h8 černý král · f7 černý pěšec · g7 černý pěšec · h7 černý pěšec · g5 bílý jezdec · c4 bílý dáma · f2 bílý pěšec · g2 bílý pěšec · h2 bílý pěšec · g1 bílý král | d8 černý věž · h8 černý král · f7 černý pěšec · g7 černý pěšec · h7 černý pěšec · g5 bílý jezdec · c4 bílý dáma · f2 bílý pěšec · g2 bílý pěšec · h2 bílý pěšec · g1 bílý král | d8 černý věž · h8 černý král · f7 černý pěšec · g7 černý pěšec · h7 černý pěšec · g5 bílý jezdec · c4 bílý dáma · f2 bílý pěšec · g2 bílý pěšec · h2 bílý pěšec · g1 bílý král | 6 |
| 5 | d8 černý věž · h8 černý král · f7 černý pěšec · g7 černý pěšec · h7 černý pěšec · g5 bílý jezdec · c4 bílý dáma · f2 bílý pěšec · g2 bílý pěšec · h2 bílý pěšec · g1 bílý král | d8 černý věž · h8 černý král · f7 černý pěšec · g7 černý pěšec · h7 černý pěšec · g5 bílý jezdec · c4 bílý dáma · f2 bílý pěšec · g2 bílý pěšec · h2 bílý pěšec · g1 bílý král | d8 černý věž · h8 černý král · f7 černý pěšec · g7 černý pěšec · h7 černý pěšec · g5 bílý jezdec · c4 bílý dáma · f2 bílý pěšec · g2 bílý pěšec · h2 bílý pěšec · g1 bílý král | d8 černý věž · h8 černý král · f7 černý pěšec · g7 černý pěšec · h7 černý pěšec · g5 bílý jezdec · c4 bílý dáma · f2 bílý pěšec · g2 bílý pěšec · h2 bílý pěšec · g1 bílý král | d8 černý věž · h8 černý král · f7 černý pěšec · g7 černý pěšec · h7 černý pěšec · g5 bílý jezdec · c4 bílý dáma · f2 bílý pěšec · g2 bílý pěšec · h2 bílý pěšec · g1 bílý král | d8 černý věž · h8 černý král · f7 černý pěšec · g7 černý pěšec · h7 černý pěšec · g5 bílý jezdec · c4 bílý dáma · f2 bílý pěšec · g2 bílý pěšec · h2 bílý pěšec · g1 bílý král | d8 černý věž · h8 černý král · f7 černý pěšec · g7 černý pěšec · h7 černý pěšec · g5 bílý jezdec · c4 bílý dáma · f2 bílý pěšec · g2 bílý pěšec · h2 bílý pěšec · g1 bílý král | d8 černý věž · h8 černý král · f7 černý pěšec · g7 černý pěšec · h7 černý pěšec · g5 bílý jezdec · c4 bílý dáma · f2 bílý pěšec · g2 bílý pěšec · h2 bílý pěšec · g1 bílý král | 5 |
| 4 | d8 černý věž · h8 černý král · f7 černý pěšec · g7 černý pěšec · h7 černý pěšec · g5 bílý jezdec · c4 bílý dáma · f2 bílý pěšec · g2 bílý pěšec · h2 bílý pěšec · g1 bílý král | d8 černý věž · h8 černý král · f7 černý pěšec · g7 černý pěšec · h7 černý pěšec · g5 bílý jezdec · c4 bílý dáma · f2 bílý pěšec · g2 bílý pěšec · h2 bílý pěšec · g1 bílý král | d8 černý věž · h8 černý král · f7 černý pěšec · g7 černý pěšec · h7 černý pěšec · g5 bílý jezdec · c4 bílý dáma · f2 bílý pěšec · g2 bílý pěšec · h2 bílý pěšec · g1 bílý král | d8 černý věž · h8 černý král · f7 černý pěšec · g7 černý pěšec · h7 černý pěšec · g5 bílý jezdec · c4 bílý dáma · f2 bílý pěšec · g2 bílý pěšec · h2 bílý pěšec · g1 bílý král | d8 černý věž · h8 černý král · f7 černý pěšec · g7 černý pěšec · h7 černý pěšec · g5 bílý jezdec · c4 bílý dáma · f2 bílý pěšec · g2 bílý pěšec · h2 bílý pěšec · g1 bílý král | d8 černý věž · h8 černý král · f7 černý pěšec · g7 černý pěšec · h7 černý pěšec · g5 bílý jezdec · c4 bílý dáma · f2 bílý pěšec · g2 bílý pěšec · h2 bílý pěšec · g1 bílý král | d8 černý věž · h8 černý král · f7 černý pěšec · g7 černý pěšec · h7 černý pěšec · g5 bílý jezdec · c4 bílý dáma · f2 bílý pěšec · g2 bílý pěšec · h2 bílý pěšec · g1 bílý král | d8 černý věž · h8 černý král · f7 černý pěšec · g7 černý pěšec · h7 černý pěšec · g5 bílý jezdec · c4 bílý dáma · f2 bílý pěšec · g2 bílý pěšec · h2 bílý pěšec · g1 bílý král | 4 |
| 3 | d8 černý věž · h8 černý král · f7 černý pěšec · g7 černý pěšec · h7 černý pěšec · g5 bílý jezdec · c4 bílý dáma · f2 bílý pěšec · g2 bílý pěšec · h2 bílý pěšec · g1 bílý král | d8 černý věž · h8 černý král · f7 černý pěšec · g7 černý pěšec · h7 černý pěšec · g5 bílý jezdec · c4 bílý dáma · f2 bílý pěšec · g2 bílý pěšec · h2 bílý pěšec · g1 bílý král | d8 černý věž · h8 černý král · f7 černý pěšec · g7 černý pěšec · h7 černý pěšec · g5 bílý jezdec · c4 bílý dáma · f2 bílý pěšec · g2 bílý pěšec · h2 bílý pěšec · g1 bílý král | d8 černý věž · h8 černý král · f7 černý pěšec · g7 černý pěšec · h7 černý pěšec · g5 bílý jezdec · c4 bílý dáma · f2 bílý pěšec · g2 bílý pěšec · h2 bílý pěšec · g1 bílý král | d8 černý věž · h8 černý král · f7 černý pěšec · g7 černý pěšec · h7 černý pěšec · g5 bílý jezdec · c4 bílý dáma · f2 bílý pěšec · g2 bílý pěšec · h2 bílý pěšec · g1 bílý král | d8 černý věž · h8 černý král · f7 černý pěšec · g7 černý pěšec · h7 černý pěšec · g5 bílý jezdec · c4 bílý dáma · f2 bílý pěšec · g2 bílý pěšec · h2 bílý pěšec · g1 bílý král | d8 černý věž · h8 černý král · f7 černý pěšec · g7 černý pěšec · h7 černý pěšec · g5 bílý jezdec · c4 bílý dáma · f2 bílý pěšec · g2 bílý pěšec · h2 bílý pěšec · g1 bílý král | d8 černý věž · h8 černý král · f7 černý pěšec · g7 černý pěšec · h7 černý pěšec · g5 bílý jezdec · c4 bílý dáma · f2 bílý pěšec · g2 bílý pěšec · h2 bílý pěšec · g1 bílý král | 3 |
| 2 | d8 černý věž · h8 černý král · f7 černý pěšec · g7 černý pěšec · h7 černý pěšec · g5 bílý jezdec · c4 bílý dáma · f2 bílý pěšec · g2 bílý pěšec · h2 bílý pěšec · g1 bílý král | d8 černý věž · h8 černý král · f7 černý pěšec · g7 černý pěšec · h7 černý pěšec · g5 bílý jezdec · c4 bílý dáma · f2 bílý pěšec · g2 bílý pěšec · h2 bílý pěšec · g1 bílý král | d8 černý věž · h8 černý král · f7 černý pěšec · g7 černý pěšec · h7 černý pěšec · g5 bílý jezdec · c4 bílý dáma · f2 bílý pěšec · g2 bílý pěšec · h2 bílý pěšec · g1 bílý král | d8 černý věž · h8 černý král · f7 černý pěšec · g7 černý pěšec · h7 černý pěšec · g5 bílý jezdec · c4 bílý dáma · f2 bílý pěšec · g2 bílý pěšec · h2 bílý pěšec · g1 bílý král | d8 černý věž · h8 černý král · f7 černý pěšec · g7 černý pěšec · h7 černý pěšec · g5 bílý jezdec · c4 bílý dáma · f2 bílý pěšec · g2 bílý pěšec · h2 bílý pěšec · g1 bílý král | d8 černý věž · h8 černý král · f7 černý pěšec · g7 černý pěšec · h7 černý pěšec · g5 bílý jezdec · c4 bílý dáma · f2 bílý pěšec · g2 bílý pěšec · h2 bílý pěšec · g1 bílý král | d8 černý věž · h8 černý král · f7 černý pěšec · g7 černý pěšec · h7 černý pěšec · g5 bílý jezdec · c4 bílý dáma · f2 bílý pěšec · g2 bílý pěšec · h2 bílý pěšec · g1 bílý král | d8 černý věž · h8 černý král · f7 černý pěšec · g7 černý pěšec · h7 černý pěšec · g5 bílý jezdec · c4 bílý dáma · f2 bílý pěšec · g2 bílý pěšec · h2 bílý pěšec · g1 bílý král | 2 |
| 1 | d8 černý věž · h8 černý král · f7 černý pěšec · g7 černý pěšec · h7 černý pěšec · g5 bílý jezdec · c4 bílý dáma · f2 bílý pěšec · g2 bílý pěšec · h2 bílý pěšec · g1 bílý král | d8 černý věž · h8 černý král · f7 černý pěšec · g7 černý pěšec · h7 černý pěšec · g5 bílý jezdec · c4 bílý dáma · f2 bílý pěšec · g2 bílý pěšec · h2 bílý pěšec · g1 bílý král | d8 černý věž · h8 černý král · f7 černý pěšec · g7 černý pěšec · h7 černý pěšec · g5 bílý jezdec · c4 bílý dáma · f2 bílý pěšec · g2 bílý pěšec · h2 bílý pěšec · g1 bílý král | d8 černý věž · h8 černý král · f7 černý pěšec · g7 černý pěšec · h7 černý pěšec · g5 bílý jezdec · c4 bílý dáma · f2 bílý pěšec · g2 bílý pěšec · h2 bílý pěšec · g1 bílý král | d8 černý věž · h8 černý král · f7 černý pěšec · g7 černý pěšec · h7 černý pěšec · g5 bílý jezdec · c4 bílý dáma · f2 bílý pěšec · g2 bílý pěšec · h2 bílý pěšec · g1 bílý král | d8 černý věž · h8 černý král · f7 černý pěšec · g7 černý pěšec · h7 černý pěšec · g5 bílý jezdec · c4 bílý dáma · f2 bílý pěšec · g2 bílý pěšec · h2 bílý pěšec · g1 bílý král | d8 černý věž · h8 černý král · f7 černý pěšec · g7 černý pěšec · h7 černý pěšec · g5 bílý jezdec · c4 bílý dáma · f2 bílý pěšec · g2 bílý pěšec · h2 bílý pěšec · g1 bílý král | d8 černý věž · h8 černý král · f7 černý pěšec · g7 černý pěšec · h7 černý pěšec · g5 bílý jezdec · c4 bílý dáma · f2 bílý pěšec · g2 bílý pěšec · h2 bílý pěšec · g1 bílý král | 1 |
|   | a | b | c | d | e | f | g | h |   |

V této pozici stačí bílému zahrát

1. Jxf7+ Kg8

2. Jh6++ Kh8 (2…Kf8 3. Df7#)

3. Dg8+!! Vxg8

4. Jf7#

Bílý v této ukázce obětuje dámu s cílem přiblížit věž směrem ke králi tak, aby blokovala únikové pole g8 a poté dá mat jezdcem. Králi znemožňují únik pěšci a přiblížená věž.